# Marosnagylak község
Marosnagylak község (románul: Comuna Noșlac) község Fehér megyében, Romániában. Központja Marosnagylak, beosztott falvai Gábod, Maroscsúcs, Maroskoppánd, Maroskáptalan, Zilahipatak.

## Népessége
A 2011-es népszámlálás adatai alapján a község népessége 1661 fő volt.